# Kanmu
Kanmu (桓武天皇?, Kanmu Tennō; 737 – 9 aprile 806) è stato il 50º imperatore del Giappone secondo il tradizionale ordine di successione.

## Biografia
Uno dei figli dell'imperatore Kōnin, Kanmu fu padre di tre imperatori: Heizei, Saga e Junna. Regnò dal 781 all'806 in tre capitali: Nara, Nagaoka e Heiankyō (l'attuale Kyōto). Spostò la capitale da Nara dapprima a Nagaoka, e poi a Kyōto nel 794. Kyoto fu la capitale del Giappone fino al XIX secolo, fino al regno dell'imperatore Meiji.
Cercò di diminuire l'influenza dei templi buddisti a Nara e aiutò due monaci buddisti a fondare delle nuove scuole di buddismo: fu un imperatore molto attivo che diede al Giappone una nuova struttura governativa e combatté le tribù Ezo nel Nord del paese. L'appoggio dei primi imperatori al buddhismo, a partire dal principe Shōtoku (574-622), aveva portato ad una generale politicizzazione del clero buddista, insieme ad una serie di intrighi ad una dilagante corruzione.
Nel 784 Kanmu spostò la capitale da Nara a Nagaoka con l'intento di estromettere dalla politica statale il potente establishment buddista di Nara: mentre la capitale e il governo si spostarono a Nagaoka i templi, i sacerdoti e i loro intrighi rimasero a Nara. Ci fu, a partire dal 771, un intenso susseguirsi di editti imperiali che durò per tutto il periodo degli studi di Kukai; per esempio uno di questi cercava di limitare il numero di preti buddisti e di edifici in un dato complesso di templi.
La decisione di spostare la capitale, però, si rivelò disastrosa e venne seguita da una serie di disastri naturali, compresa l'inondazione di metà della città. Nel 785 il principale artefice della nuova sistemazione e favorito dell'imperatore, Fujiwara no Tanetsugu, venne assassinato. Nel frattempo gli eserciti di Kanmu stavano ampliando i confini del regno: questo portò ad una insurrezione in cui nel 789 le truppe dell'imperatore vennero sconfitte. Nello stesso anno vi fu una grave carestia, durante la quale le strade della nuova capitale erano disseminate di moribondi e chi, nonostante la fame, era ancora in grado di lavorare dissimulava il suo stato, travestendosi da monaco buddista, per non essere arruolato nell'esercito o messo ai lavori forzati. Perdurando questo stato di cose, Kanmu decise di spostare nuovamente la capitale a Heiankyō, che è oggi la moderna Kyōto: i lavori per il nuovo trasferimento erano già iniziati l'anno prima, ma l'ordine di trasferirsi fu improvviso e gettò altra confusione fra il popolo.
Politicamente, Kanmu appoggiò il suo regno modificando il corso degli studi universitari. L'ideologia confuciana fornì ancora la ragione d'essere per il governo imperiale. Nel 784 autorizzò l'insegnamento degli Annali delle primavere e degli autunni, basato su due commentari importati di recente: Kung-yang e Ku-liang. Tali commentari erano basati su una retorica promuovente la divinizzazione dell'imperatore come "Figlio del Cielo" posto al centro dello Stato, che avrebbe dovuto, sotto tale illuminata guida, espandere la sua sfera di influenza nelle terre barbare, portando felicità alle genti. Nel 798 i due commentari divennero letture obbligatorie nell'università governativa.
Kanmu sponsorizzò inoltre i viaggi in Cina dei due monaci Saichō e Kūkai, da cui ritornarono per fondare rispettivamente le due sette del buddhismo Tendai e Shingon in Giappone.
Alcuni dei suoi discendenti (noti come Kanmu Taira o Kanmu Heishi) presero il cognome Taira, e in generazioni successive divennero famosi samurai. Fra essi ricordiamo Taira no Masakado, Taira no Kiyomori, e (con un ulteriore cambio di cognome) il clan Hōjō.
Secondo quanto riportato dalle e seconde cronache del Giappone (續日本紀), la madre dell'imperatore Kanmu era una discendente del re di Corea, Muryeong di Baekje.